# Jarmen
Jarmen là một đô thị thuộc huyện Vorpommern-Greifswald (trước thuộc Demmin), bang Mecklenburg-Western Pomerania, Đức. Đô thị Jarmen có diện tích 30,64 km², dân số thời điểm ngày 31 tháng 12 năm 2006 là 3418 người. Đô thị này nằm ở bờ nam sông Peene, 20 km về phía nam của Greifswald.
Ngoài thị xã ra, các làng sau đây thuộc đô thị Jarmen:
- Plötz
- Neu Plötz
- Wilhelminenthal
- Groß Toitin
- Klein Toitin
- Kronsberg
- Müssentin

## Hình ảnh

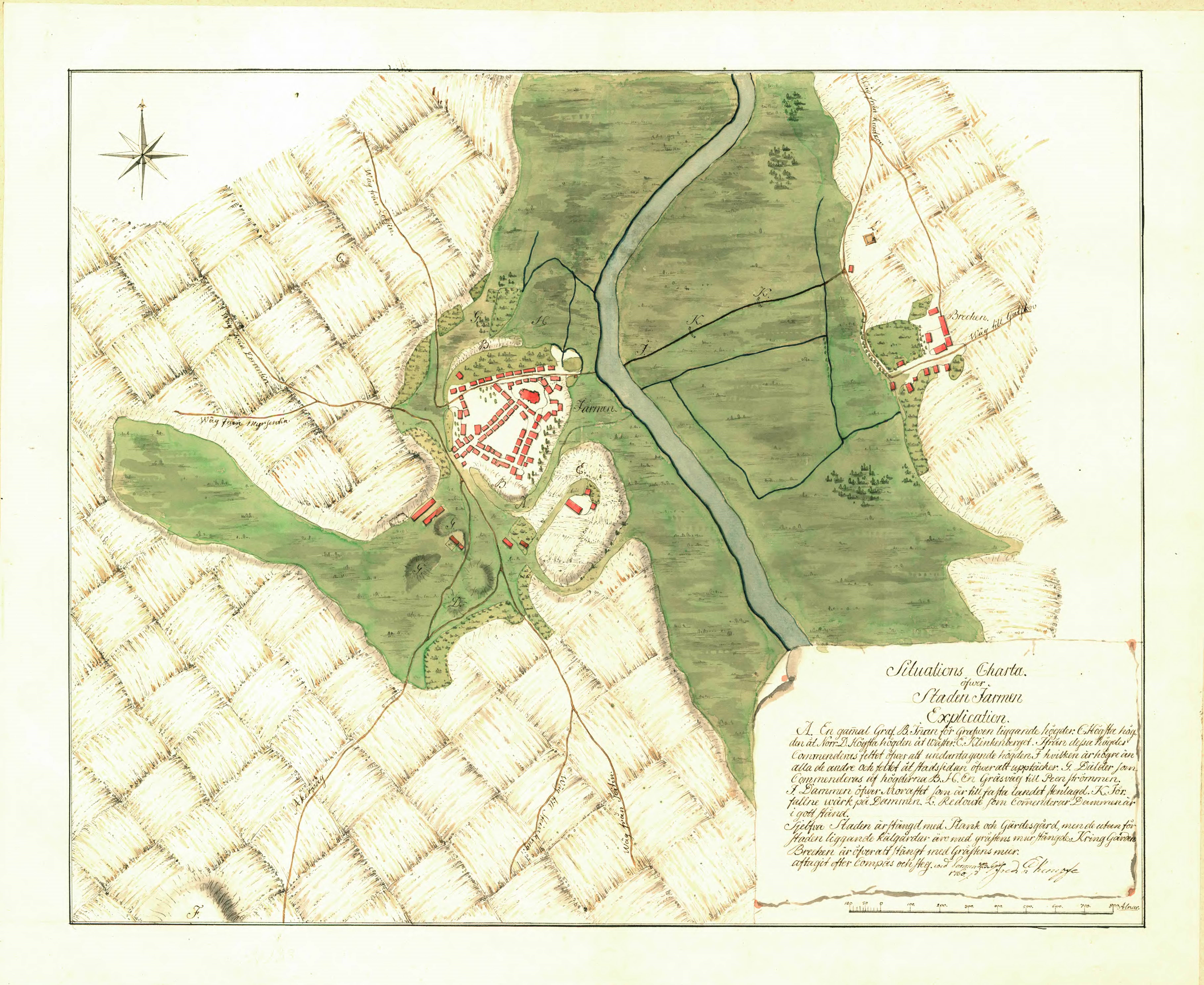
Jarmen in 1760
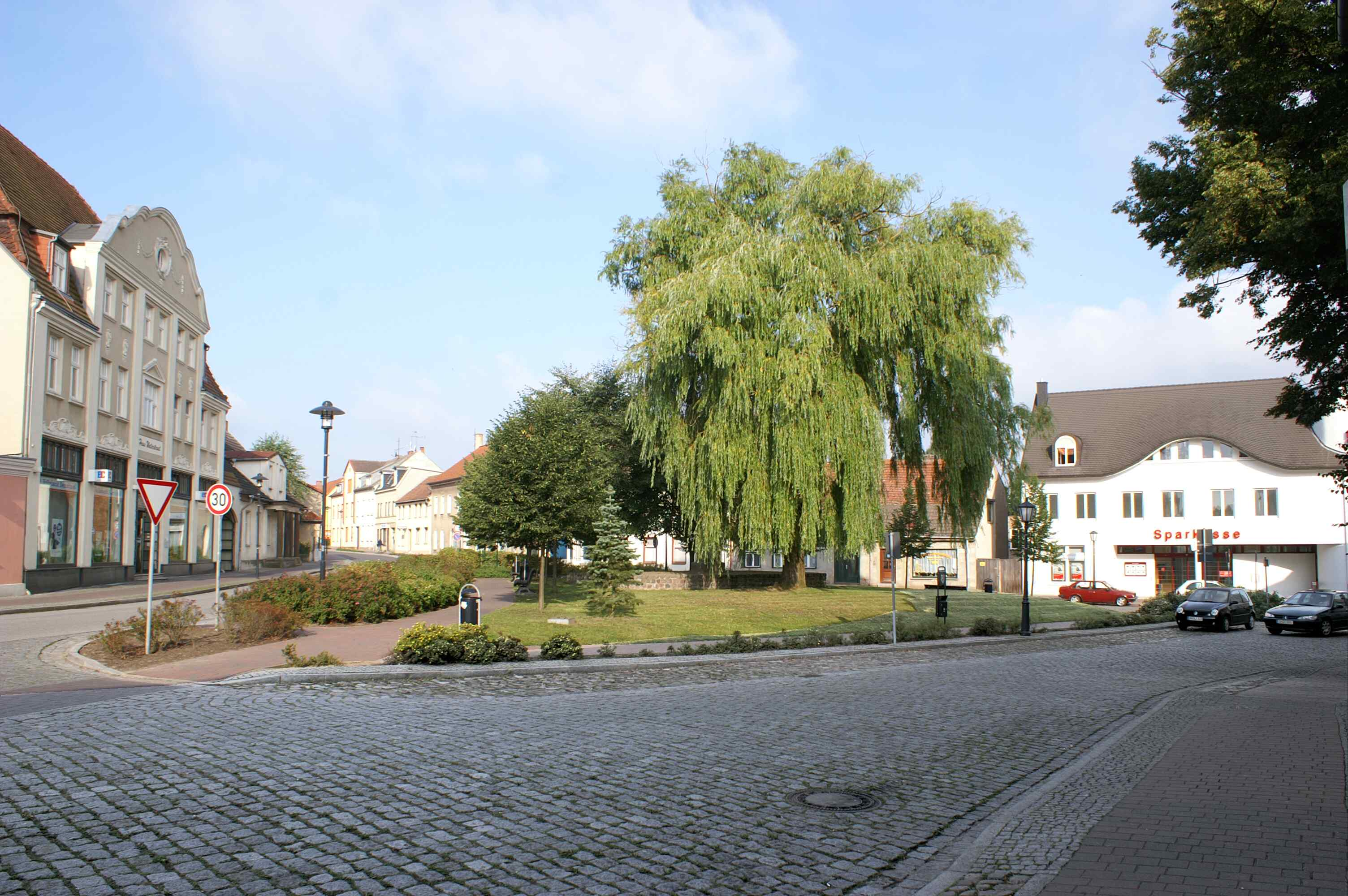
Chợ Mới
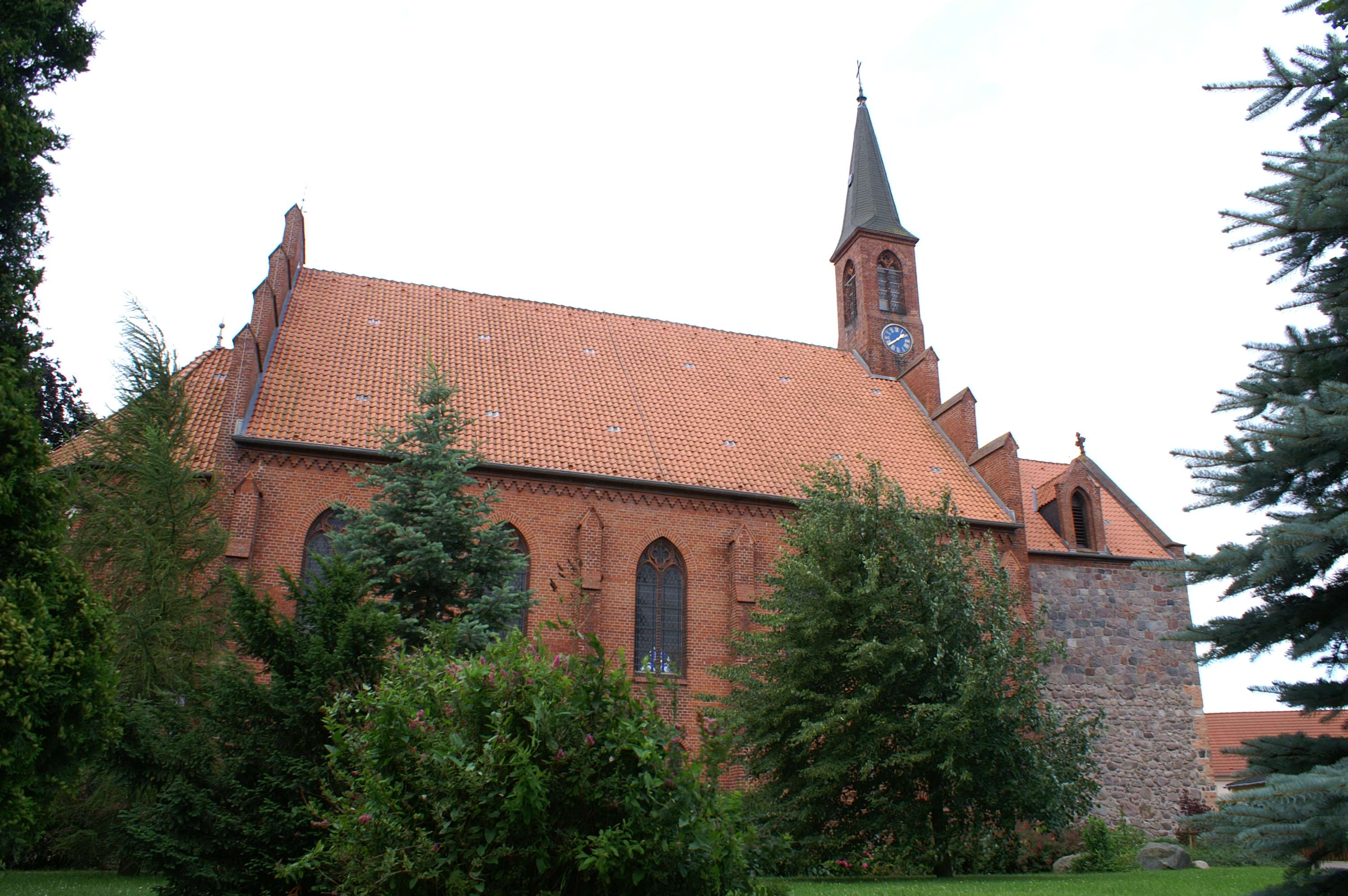
Nhà thờ
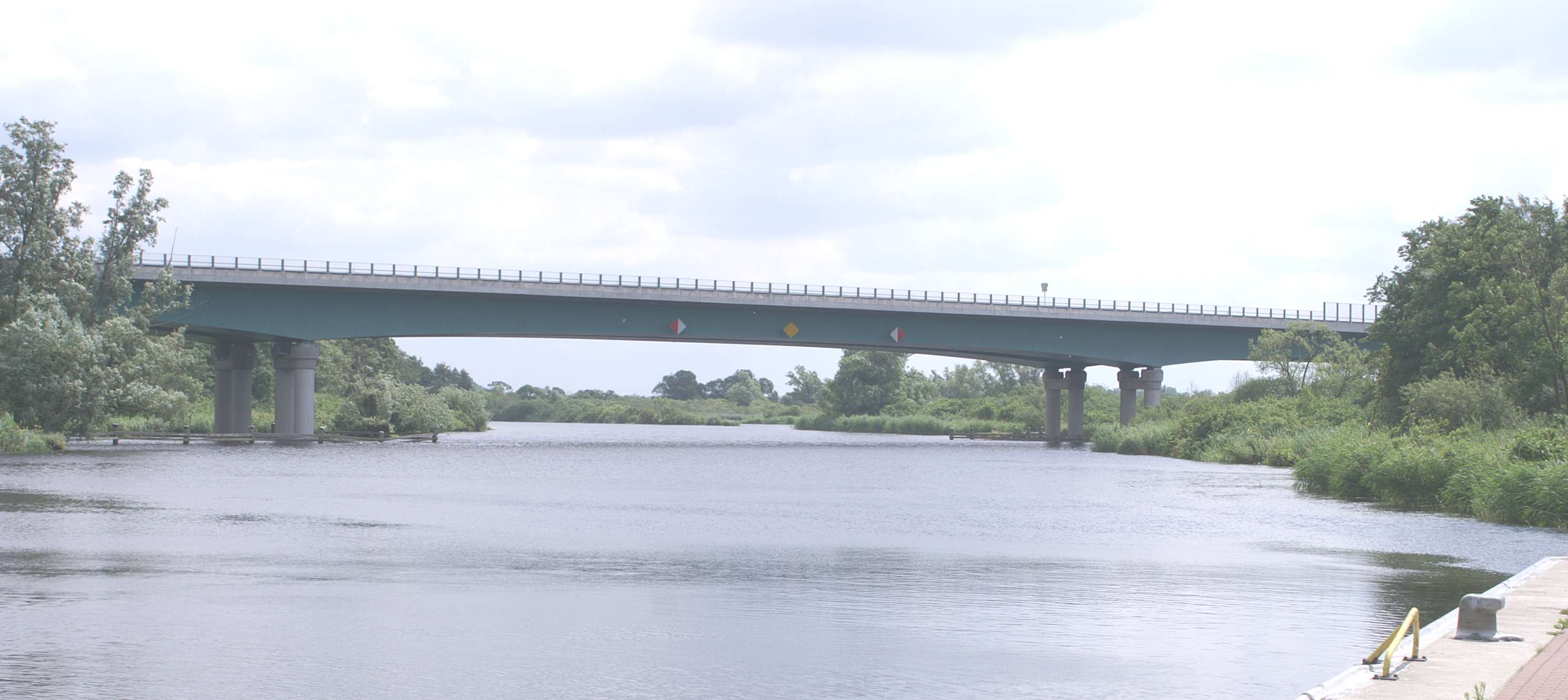
Cầu Peene

Bản mẫu:Pomerania